# Jordi Costa
Jordi Costa Vila (Barcelona, 10 de marzo de 1966) es un crítico cultural español, sobre todo de cine, cómic y televisión, que ha ejercido también de guionista de cómic. Paralelamente a sus publicaciones sobre cine en diversos medios, como El País o Fotogramas, ha desarrollado su trayectoria docente en diversas instituciones culturales y educativas. Fue profesor asociado de Comunicación Audiovisual en la Universidad Pompeu Fabra, dio clases en el Master en Gestión Cultural de la Universidad Carlos III de Madrid, es profesor del Grado en Cine de la Universidad Camilo José Cela, e imparte los cursos de Crítica de Cine y Análisis de Ficción Televisiva en la Escuela de Escritores de Madrid.
Desde 2019 es el jefe de exposiciones del Centro de Cultura Contemporánea de Barcelona.

## Trayectoria
Costa se licenció en Filología hispánica por la Universidad de Barcelona en 1989, aunque empezó a escribir sobre cine y cómic desde 1981.
A finales de 1999, comenzó a escribir artículos para el suplemento Tentaciones del diario El País, muchos de los cuales fueron recopilados en el volumen ¡Vida mostrenca!: Contracultura en el infierno postmoderno (2002). También ha escrito libros originales como Hay algo ahí afuera (1997), sobre el cine de ciencia ficción; Mondo Bulldog (1999), sobre la cultura basura o El sexo que habla, sobre el cine porno español, además de las biografías de figuras relevantes del cine como son los directores Carles Mira, Todd Solondz o Terry Gilliam, sobre este último con Sergi Sánchez.
Además de sus propios libros, ha colaborado en obras colectivas entre las que destacan Profondo Argento (1999), Franquismo Pop (2001), Tierra de nadie (2005), El Quijote. Instrucciones de uso (2005), Mutantes (2008), Una risa nueva (2010), Manga Impact (2010), CT o la Cultura de la Transición (2012) y Black Pulp Box (2012). Con el historietista Darío Adanti como dibujante, Costa realizó el cómic Mis problemas con Amenábar (2009), iniciado como una serie para el fanzine Mondo Brutto, y, como parte del homenaje a la revista Fotogramas, 2000 años de cine (2010).
También dirigió la colección La Biblioteca del Dr. Vértigo para la Editorial Glénat. Y, desde 2016, dirige la revista anual Orphanik cuyo contenido está creado íntegramente por los textos del alumnado del Curso de crítica de cine de la Escuela de Escritores de Madrid.
Fue comisario de las exposiciones Cultura Basura: una espeleología del gusto (2003), del que la Diputación de Barcelona editó un libro, y J. G. Ballard, autopsia del nuevo milenio (2008), ambas para el Centro de Cultura Contemporánea de Barcelona (CCCB). También, junto a Álex Mendíbil, comisarió Plagiarismo (2005) sobre la construcción de la modernidad a través de la copia, para La Casa Encendida, y Ficciones en serie. Segunda temporada (2013) para el SOS 4.8.
En 2013, dirigió las películas Piccolo Grande Amore y La lava en los labios bajo las directrices del manifiesto LittleSecretFilm, que busca dar visibilidad a películas de bajo presupuesto rodadas en un solo día.
A finales de julio de 2019 ganó el concurso público para convertirse en jefe de exposiciones del Centro de Cultura Contemporánea de Barcelona (CCCB).

## Obra

### Libros
- 2018 – Cómo acabar con la Contracultura. Una historia subterránea de España. Taurus. ISBN 978-84-30617-80-7.
- 2011 – Fotogramas, 2.000 años de cine. Con Darío Adanti. Glénat España. ISBN 978-84-99470-54-2.
- 2010 – 100 Películas clave del cine de animación. Ma Non Troppo. ISBN 978-84-96924-87-1.
- 2010 – Una risa nueva: posthumor, parodias y otras mutaciones de la comedia. Nausícaä. ISBN 978-84-96633-83-4.
- 2009 – Mis problemas con Amenábar. Con Darío Adanti. Glénat España. ISBN 9788483579732.
- 2006 – El sexo que habla. Aguilar. ISBN 84-03-09703-4
- 2006 – Todd Solondz: En los suburbios de la felicidad. Con Darío Adanti. Ocho y medio.
- 2002 – ¡Vida mostrenca!: Contracultura en el infierno postmoderno. Con Darío Adanti. Ediciones La Tempestad. ISBN 84-7948-960-X.
- 2001 – Carles Mira: Plateas en llamas. Ayuntamiento de Valencia. ISBN 84-8484-013-1.
- 1999 – Mondo Bulldog. Ediciones Temas de Hoy, S.A. ISBN 84-7880-974-0.
- 1998 – Terry Gilliam: El soñador rebelde. Con Sergi Sánchez. Festival Internacional de Cine de Sant Sebastián. ISBN 84-88452-13-6.
- 1998 – Hay algo ahí afuera: una historia del cine de ciencia-ficción. Glenat España, S.L. ISBN 84-88574-93-2.

### Películas
- 2013 – La lava en los labios. LittleSecretFilm.
- 2013 – Piccolo Grande Amore. LittleSecretFilm.